# Башибузуки

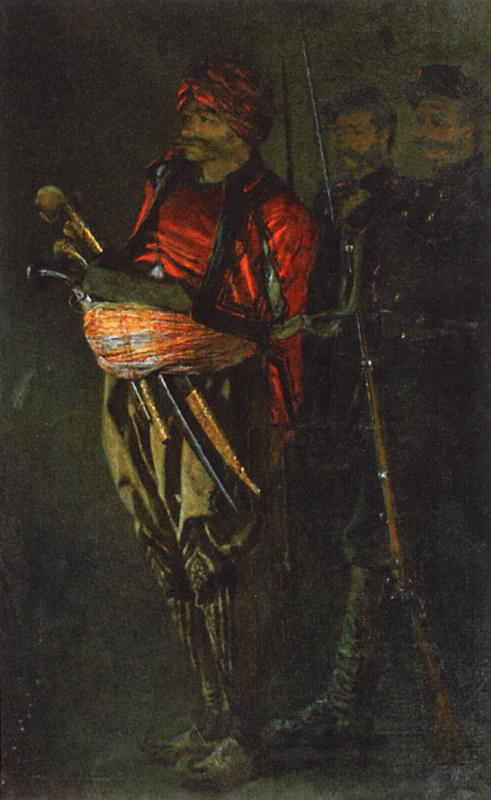
«Башибузук» («Албанец»).
Картина В. В. Верещагина (1877—1878 годов.).

Башибузу́ки  (тур. başıbozuk, от baš («баш») —  «голова» и bozuk («бузук», «бозук») —  «бешеный, испорченный» — букв. «сорвиголова»), Баши-бузуки — название иррегулярных военных отрядов в Османской империи, вербовавшиеся во всех частях империи, но преимущественно в Албании и в Малой Азии. 
Этот термин часто неправильно применялся и применяется для обозначения всех типов иррегулярных формирований Османской армии, хотя на самом деле он относится лишь к определенной группе османских наёмных солдат, которые действовали в Галлиполи, на Ионическом побережье и на Балканах.

## Этимология
Согласно Этимологическому словарю русского языка Макса Фасмера, слово «башибозук» в дословном переводе с турецкого означает «с неисправной головой», «безбашенный» (тур. baş «голова» + bozuk «испорченный; бешеный»). Сопоставимо с выражением «сорвиголова». В переносном значении является синонимом слова «головорез».

## Применение

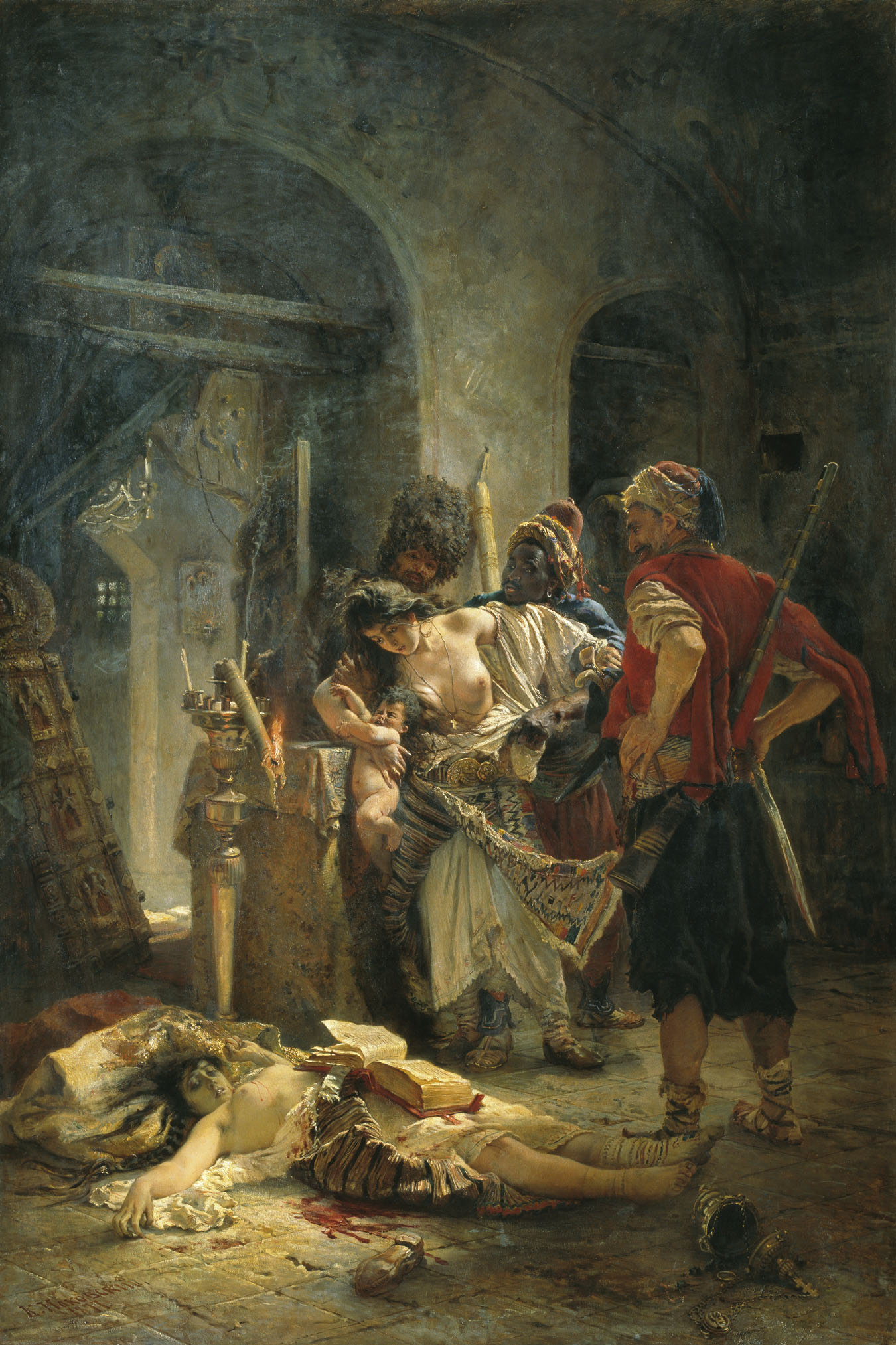
К. Е. Маковский, «Болгарские мученицы», 1877 год, Национальный художественный музей Республики Беларусь.

Первоначально этим словом называли бездомных нищих, прибывших в Стамбул из провинций. Затем оно стало обозначать участников  смешанных конных и пеших войск, прикрепленых к армии, но с независимым командованием и личной амуницией. На службе в Османской армии башибузуки получали от государства только продовольствие, обычное денежное жалование им не выплачивалось, хотя в качестве награды за участие в боевых действиях им разрешалось разбойничать и мародерствовать.
Они появились в конце XVIII века и воевали в Египте против Наполеона. Во время Крымской войны  генералы союзников Османской империи предпринимали бесплодные попытки их дисциплинировать. Эксцессы во время русско-турецкой войны 1877–1878 годов наконец заставили османское правительство отказаться от их использования. Британский чиновник Уолтер Бэринг сообщал, что бойня, совершенная в Батаке башибузуками во главе с Ахмедом Ага, была самым ужасным преступлением века.
В войнах против европейских государств башибузуки обычно оказывались совершенно несостоятельными. Организовать их и дисциплинировать было невозможно, и в этом направлении не помогли даже усилия иностранных генералов и офицеров — военных советников, бравшихся за это (французский генерал Юсуф, английский Битсон). Чтобы положить конец их мародёрству в стране и невообразимым жестокостям и насилию, чинимым над мирными жителями, турецкие регулярные войска не раз вынуждены были разоружать башибузуков. В полной мере проявили они свои разбойничьи наклонности при подавлении Апрельского восстания в Болгарии и в русско-турецкую войну 1877—1878 годов.

## Организация
Башибузуки как род вспомогательного войска (иррегулярная конница) Османской империи, в мирное время, применялись для внутренней службы, в состав национальной гвардии (ассакири-муллье), в отдаленных местностях империи, для «усмирения» христианских народностей. В военное время башибузуки (ассакири-муавине) придавались полевым войскам. Так на Балканском театре войны, в период русско-турецкой кампании, их имелось около 20 000 человек личного состава.
Конные таборы (шайки) башибузуков назывались одами, и во-главе каждой стоял одабаш (голова (глава) оды). Отсутствие правильной военной организации и их недисциплинированность приносили часто один вред операциям турок на полях сражений.

## Репутация

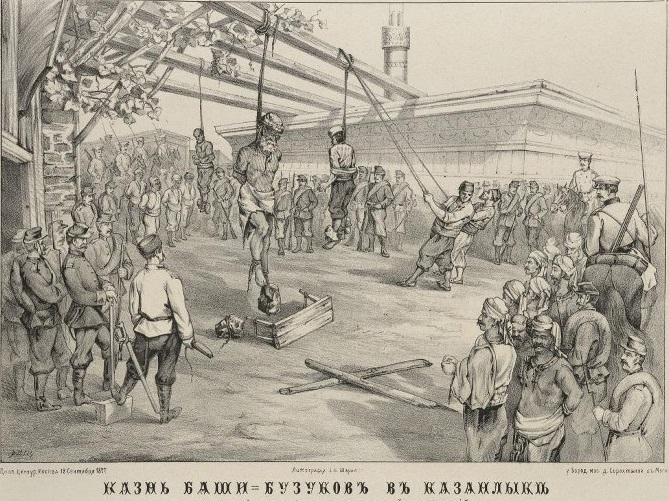
Казнь башибузуков в Болгарии. 1878 год

То было в Турции, где совесть — вещь пустая,

Там царствуют кулак, нагайка, ятаган,

Два-три нуля, четыре негодяя

И глупый маленький султан.

Во имя вольности, и веры, и науки

Там как-то собрались ревнители идей,

Но сильных грубостью размашистых плетей

На них нахлынули толпы башибузуков. ...
К. Бальмонт
Слово башибузук стало нарицательным для обозначения склонного к авантюрам человека, который почти не отдает отчета своим действиям и зачастую доходит "до крайностей". Карательная деятельность башибузуков описана русским философом В. С. Соловьёвым в эссе «Три разговора о войне, прогрессе и конце всемирной истории», основанной на документальном материале. Константин Бальмонт упоминал башибузуков в своих стихах на тему волнений в Российской Империи как пример протагониста (см. врезку).
В.И. Ленин в статье «Кадеты и националисты» (1912) употреблял слово «башибузуки» скорее как синоним турецких эксплуататорских классов: «Демократия никогда не потерпит, чтобы противополагался просто славянин турку, когда противополагать надо славянского и турецкого крестьян вместе — славянским и турецким помещикам и башибузукам» (Ленин В.И. Полное собрание сочинений. Т. 22. С. 158).